# Historia Komorów w średniowieczu

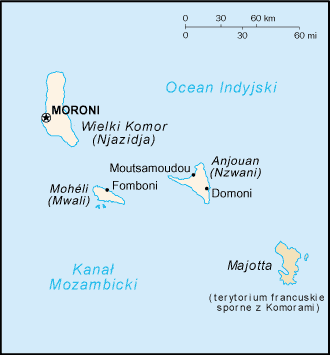
Współczesna mapa Komorów

Ekspansja ludów austronezyjskich

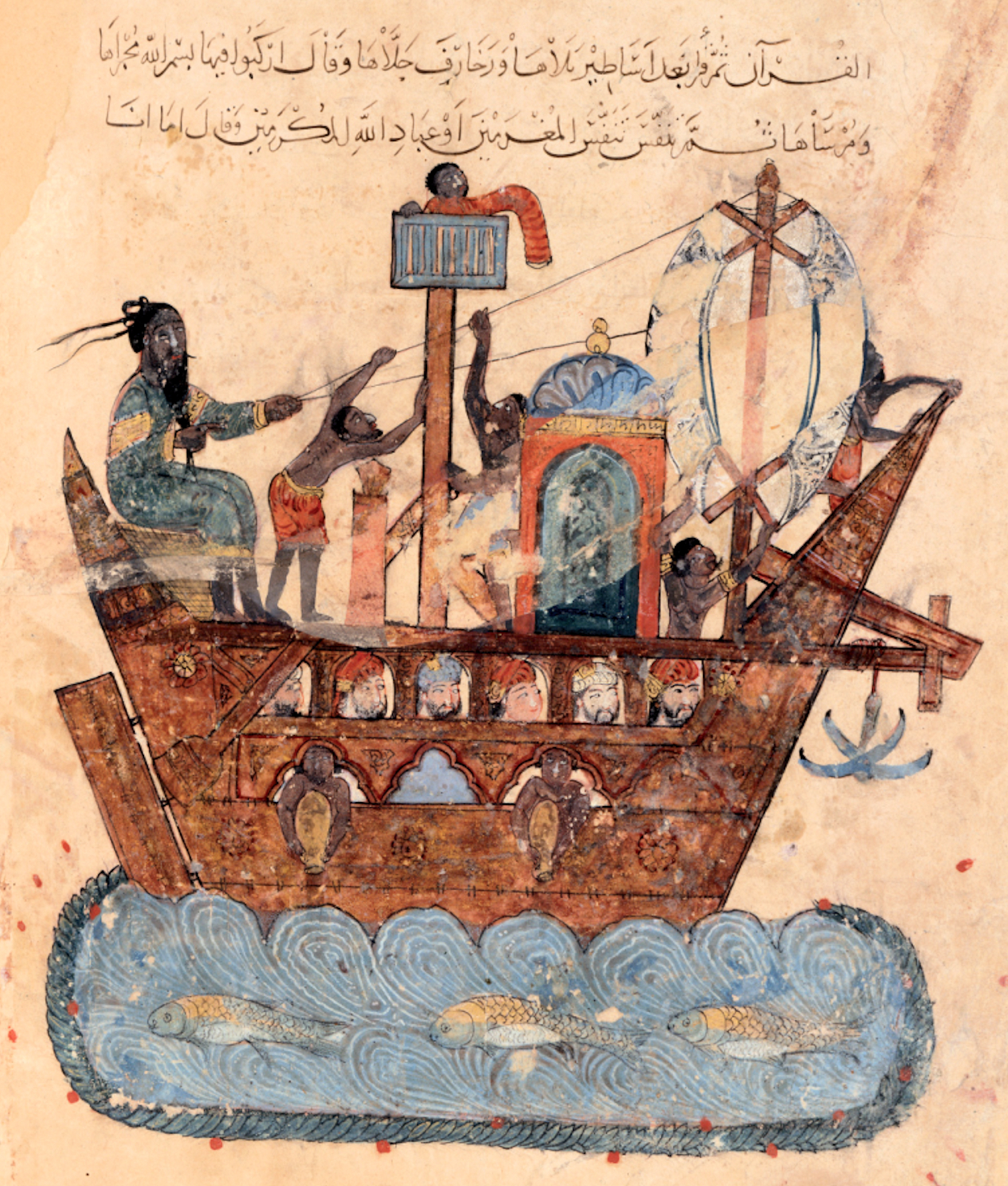
XIII-wieczne arabskie przedstawienie statku, pochodzące ze zbioru makam

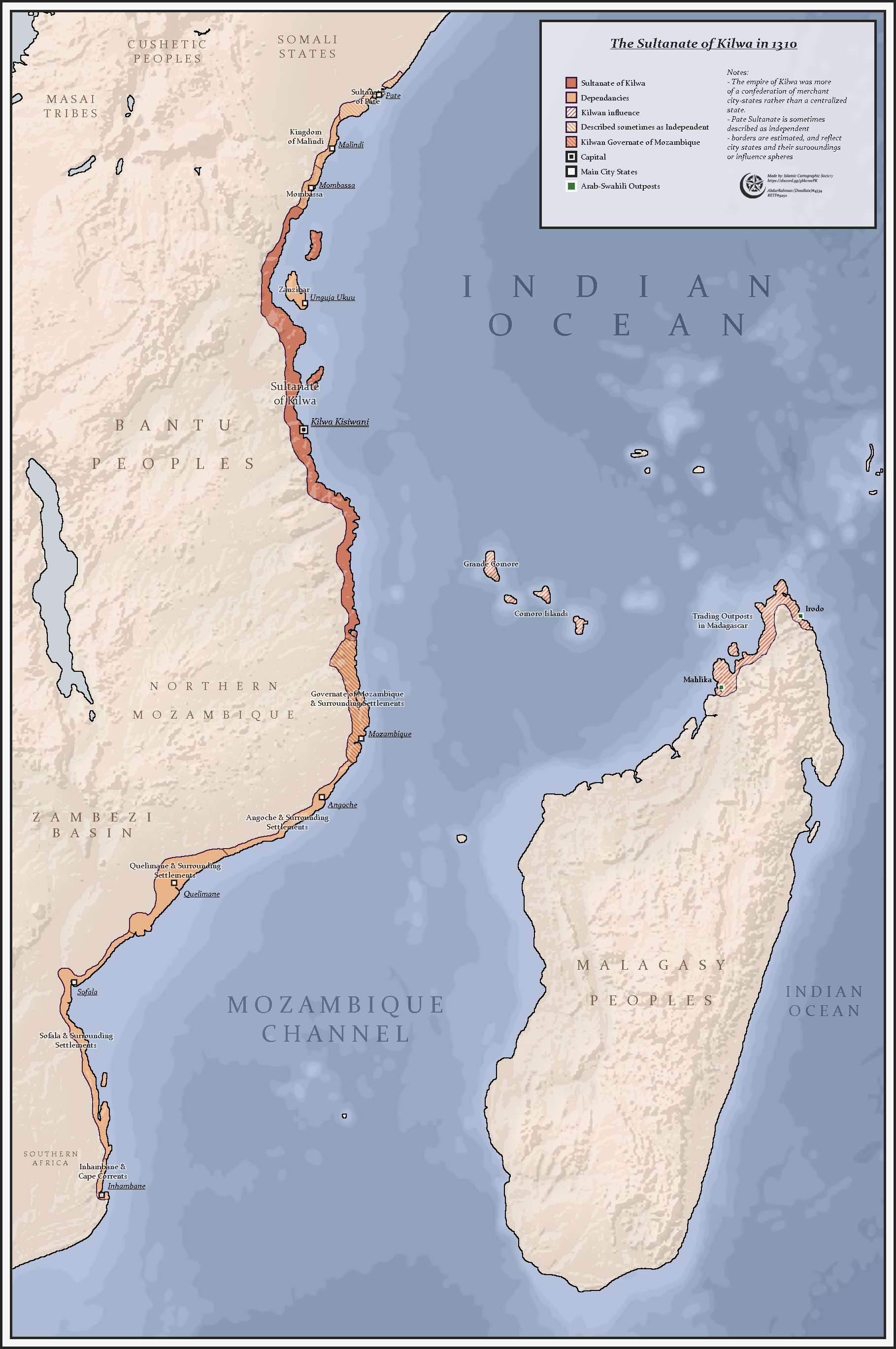
Wpływy Sułtanatu Kilwa w 1310 roku

Historia Komorów w średniowieczu – dzieje terenów dzisiejszego Związku Komorów, leżącego na większości wysp Archipelagu Komorów, obejmujące okres od przybycia ludów austronezyjskich, do ery wielkich odkryć geograficznych. Choć przedział ten obejmuje czasy europejskiego oraz arabskiego średniowiecza, w przypadku Komorów oznacza zdarzenia sięgające początków znanej historii archipelagu.

## Historia

### Wczesne osadnictwo
Nie ma pewności co do tego, kto jako pierwszy zasiedlił Komory. Mogli dokonać tego między V a VII wiekiem naszej ery przedstawiciele ludów Bantu, lecz nie ma w tej kwestii konsensusu.  W VIII wieku doszło do pierwszego przybycia ludów austronezyjskich, płynących z Azji Południowo-Wschodniej, na teren Komorów. Czyni to z archipelagu miejsce pierwszego kontaktu między ludnością austronezyjską a afrykańską w korytarzu Suahili.

### Powiązania ze światem islamu
Według jednej z wersji komoryjskiej legendy, islam dotarł na archipelag niedługo po śmierci Mahometa. Pośredniczyć w tym mieli Mtswa Mwindza władający częścią Ngazidja, oraz Muhammad, syn kalifa Usmana.
W X wieku na wyspy zaczęły docierać statki ze świata arabskiego, w tym regionu Hadramaut, który wcześnie nawiązał kontakt. Według Al-Masudiego, żeglarze z Omanu nazywali Komory Wyspami Perfumowymi. W XI wieku zaczęła się faktyczna islamizacja archipelagu.
Choć dokładna data założenie Moroni jest nieznana, sugeruje się, że mogło mieć to miejsce około X wieku, przez władających językiem arabskim osadników. W ciągu kilkuset lat miasto stało się znaczącym ośrodkiem handlowym. 
Również około X wieku powstał Sułtanat Kilwa, wedle legendy założony przez Ali ibn al-Hassana Shirazi, pochodzącego z perskiego miasta Sziraz. Państwo swoim zasięgiem objęło wybrzeże dzisiejszej Tanzanii, a wpływem większość korytarza Suahili. W następnych stuleciach Komory znajdowały się w luźnej zależności od sułtanatu. 
Inni arabo-szirazyjczycy mieli do 1200 roku przybyć na same Komory. Choć ich pochodzenie jest niejasne, przyjmuje się, że dzięki nim w XII wieku Komory zostały włączone do większej sieci handlowych powiązań w regionie Suahili. Zaczęło to skutkować przenoszeniem się na archipelag całych klanów, na przykład z Hadramautu, które przeistoczyły się w dynastie zarządzające lokalnymi sułtanatami. Do najważniejszych sułtanatów w średniowieczu należały: 
- Anjouan
- Majotta
- Bambao (na Wielkim Komorze)
- Itsandra (na Wielkim Komorze)
- oraz inne pomniejsze organizmy państwowe leżące na Ngazidja[14].

### Pierwsze kontakty z Europejczykami
Sułtanat Kilwa utracił wpływy i znaczenie w 1505 roku w wyniku portugalskiej inwazji. Na początku XVI wieku Komory zostały po raz pierwszy odwiedzone przez Europejczyków. W 1527 roku archipelag pojawił się pierwszy raz na europejskiej mapie, stworzonej przez portugalskiego kartografa Diego Ribero.